# Catana Chetwynd
Catana Chetwynd es una historietista estadounidense y autora de Catana Comics. También es autora de tres libros: Little Moments Of Love, Snug: A Collection Of Comics About Dating Your Best Friend, and In Love & Pajamas: A Collection of Comics about Being Yourself Together.

## Biografía
Catana Chetwynd creció en Saratoga Springs, Nueva York, donde se dedicó a dibujar y a estudiar psicología en la Universidad Estatal de Nueva York en Plattsburgh.
Después de que su novio John Freed la animara a empezar un cómic sobre su relación el Día de Acción de Gracias en 2016, Catana creó el primer cómic poco después y cinco más en los días siguientes.
En la actualidad, Catana trabaja a tiempo completo en Catana Comics y es autora de cuatro libros, incluyendo el bestseller Little Moments Of Love, una colección de cómics, y Snug: A Collection Of Comics About Dating Your Best Friend. Tras una gira por Estados Unidos, la caricaturista canceló una gira por el Reino Unido en 2020 por «motivos de salud pública» durante la pandemia de COVID-19.

## Obras
- Little Moments of Love
- Snug: A Collection Of Comics About Dating Your Best Friend
- In Love & Pajamas: A Collection of Comics about Being Yourself Together
- You are Home

## Vida personal
Castana ha vivido en Carolina del Norte con su prometido, John Freed, y sus perros Murphy y Ringo.